# Эффект снисхождения
Эффект снисхождения (ошибка снисходительности) — когнитивное искажение при проведении наблюдения, которое выражается в стремлении давать общему результату наблюдения преувеличенно положительную оценку.

## Описание
В социальной психологии и управлении персоналом эффект снисхождения является одним из источников ошибок в оценке личности (наряду с гало-эффектом, логической ошибки, эффектом контраста), когда управляющий или наблюдатель склонен давать слишком положительную оценку происходящему под влиянием положительных, но частных черт.
Часто возникновение этого эффекта связано с формированием эмоционального положительного отношения к испытуемым и заинтересованности со стороны наблюдателя в их достижениях. Вероятность появления данного эффекта высока в ситуациях, когда наблюдатель активно включен в личное взаимодействие с испытуемым и оказывает ему поддержку и помощь в решении различных проблем.
Даже если в процессе наблюдения и были замечены слабости, они игнорируются при окончательной оценке. Невольно срабатывает механизм межличностной оценки «лучше сохранить хорошие отношения, чем портить их».
Часто приходится сталкиваться с данным эффектом при изучении студенческих научных работ, посвященных исследованию личности школьников на педагогической практике. Так, А.Э. Штейнмец провел анализ более 60 студенческих работ, посвященных исследованию личности школьников на педагогической практике. Результаты показали, что примерно в половине из них были выражены положительные эмоции в отношении исследуемого школьника. Студенты часто выражали желание оказать помощь ученику, воспринимали его как интересного партнера для общения и подробно описывали его внешность. Иногда, по словам А. Э. Штейнмеца, это были просто умилённые характеристики.

## Причины

### Личная симпатия
Одной из причин появления эффекта снисхождения исследователи называют влияние личной привязанности, а также внешнего впечатления об испытуемом. Социальный психолог В. Н. Панферов связывает это с тем, что «сознанием люди хоть и понимают независимость личностных свойств человека от особенностей его внешнего облика, но в жизни, вопреки этому пониманию, люди в 85 случаях из 100 свое отношение к человеку как к личности в первые моменты общения строят на основе внешнего впечатления».

### Низкая компетентность.
Появление эффекта снисхождения может быть связано с поверхностным отношением к предмету оценивания и недостаточным уровень понимания его содержания. Причина этого заключается в том, что преувеличенно позитивные оценки, служат гарантией безопасности для самого оценивающего. В данном случае по отношению к нему не возникает вопросов по поводу объяснения и даваемых им негативных оценок, так как именно таких вопросов и опасается оценивающий, поскольку не обладает достаточным уровнем знаний о предмете и, соответственно, не может ответить на них. При завышенных, снисходительных оценках удовлетворенными оказываются все: и оцениваемые, и оценивающий.

### Низкий уровень мотивации.
Низкий уровень мотивации становится источником поверхностного отношения к этой деятельности в общем и к ее оцениванию в частности. Кроме того, недостаточная компетентность в выполнении данной деятельности в сочетании с низким уровнем мотивации приводит к недостаточной дифференциации оценок различных аспектов предмета оценивания.